# ニコニ広告
ニコニ広告（ニコニこうこく）とは、ニコニコポイントやクーポン、チケットを使い自分や他者のニコニコ動画やニコニコ生放送、RPGアツマール、ニコニコ大百科、ニコニコ静画、ニコニ立体の広告ができるniconico内のサービスの一つである。当初は2009年1月23日にサービス開始予定であったが、延期し3月10日にサービスが開始された。また、本項では2021年6月9日にリリースされた関連サービスである「ニコニ貢献」についても解説する。

## 機能
ニコニ広告には、「広告」と「ギフト」という2つの貢献の方法がある。
ニコニ広告は、100ポイント単位で広告することが出来る。また、配布されるポイントチケットやクーポンを利用することもできる。ニコニ広告すると、ランキングポイントが与えられる。広告期間は、動画は1週間、生放送は30分である。広告は、金額により動画サムネイル枠の枠に広告期間中の広告がある場合は銀色、広告ポイントが50000ポイント以上の場合は金色となる。2018年6月5日に生放送の広告ポイントが放送者のクリエイター奨励スコアに対応した。また、毎日1回無料でチケットやクーポンの福引を回すことが出来る。2019年にはRPGアツマールやニコニコ大百科にも対応した。また、2019年11月13日に「ビデオクリップ・いきなり！動画紹介」という機能が追加された。一度の広告で10000ポイント以上広告すると、時間が14秒のビデオクリップが作成され、それが動画再生前に「いきなり！動画紹介」として表示される。スキップされずに最後まで再生された場合、再生数の加算対象となる。後にコンパニオンバナーにも対応した。
ギフトは2018年8月に追加された機能であり、2019年4月11日からはユーザー生放送でギフトを送れるようになった。ギフトはニコニコ生放送でニコニコポイントを使用して番組に贈ることができる機能であり、放送者がクリエイター奨励スコアにもできる。なお、バーチャルキャスト配信の場合、「Vギフト」となる。ギフトを贈った場合、番組内で演出がある。なお、バーチャルキャスト配信の場合はVR空間での演出である。また、「ギフトチケット」も存在する。2021年10月13日にはニコニコ動画にギフト機能が実装された。
貢献度は2017年12月12日から開始。広告やギフトの結果に応じて貢献度を獲得することが可能である。また、それらの貢献度に応じて「サポーターランク」が与えられる。サポーターランクに応じて限定サービスや割引等の特典を受けることが可能である。また、「貢献度ランキング」も存在し、コンテンツや投稿者・放送者毎に上位3位の貢献度を獲得した場合は「貢献成績」を得ることが可能である。

## 沿革

### 2009年
- 1月23日 - 当初のサービス開始予定日（延期）[1]。
- 3月10日 - サービス開始[1]。
- 4月13日 - ニコニ広告ランキングをリリース[17]。
- 7月6日 - チャンネル動画の宣伝を開始。
- 7月23日 - 100ポイント消費で宣伝名を自由に変えられるように（2017年12月に無料化。）
- 9月24日 - 携帯電話に対応[18]。
- 11月11日 - ニコレポに対応[19]。

### 2010年
- 1月10日 - 大幅リニューアル。
- 9月30日 - 生放送の広告が可能に。

### 2011年
- 2月24日 - ユーザー生放送の一覧ページ右下に、生放送広告のランキングが表示されるようになる。
- 3月3日 - 500ポイントの宣伝によって背景を自由に変えられるように。

### 2012年
- 1月20日 - 同年1月31日まで「ニコニコ新春ステマ祭り2012」を開催[20]。

### 2014年
- 7月1日 - 広告チケットを導入。

### 2015年
- 10月29日 - ニコニコ割引チケットからニコニコ割引クーポンに変更を変更。
- 11月26日 - 生放送のニコニ広告表示がプレーヤー下部に移動。

### 2017年
- 12月12日 - ニコニ広告（動画）のリニューアル。1日1回無料福引サービスや貢献度などが追加[12]。
- 12月15日 - 検索結果で広告タグと結果がマッチしないものは表示されないように[21]。ポイントを投入したときの効果音をオフにできるように。
- 12月22日 - 結果のグラフの数値の変化を分かりやすいように。

### 2018年
- 1月26日 - 履歴で広告タグが表示されるように。
- 2月2日 - 広告タグの上限を11個までに。
- 2月16日 - 無料福引のスクリプトによる不正を対策。福引を回すことが出来るかがわかるように。広告チケットの有効期限を分かりやすく。
- 3月15日 - 貢献度に応じて「ツドツドボーナス福引チケット」「ツキヅキボーナス福引チケット」がもらえるように[22]。
- 3月28日 - グラフの表示を改善。動画を検索するときの広告タグのマッチングを改善。
- 6月5日 - ニコニコ生放送の広告ページがリニューアル[23]。
- 8月 - ギフトを追加。
- 11月14日 - R-18カテゴリの広告を停止[24]。

### 2019年
- 2月6日 - ギフトの販売状態を切り替えられる機能が追加[25]。
- 3月28日 - 広告結果の表示を改善[26]。広告枠をグレード毎に表示されるようになる。また、一度も表示されていない広告枠を非表示にされるようになる。
- 4月11日 - ユーザー生放送でギフトが贈れるように。
- 6月6日 - ニコニコ生放送トップページにニコニ広告枠が追加[27]。
- 6月26日 - ランキングリニューアルに合わせてランキング枠の広告枠が新しくなった[28]。
- 6月18日 - RPGアツマールがニコニ広告に対応[4]。
- 7月20日 - 「ニコニ広告ランキング」が表示されるように[29]。
- 7月25日 - 期間限定（販売期間は未定）で一般会員の放送者をプレミアム会員にできる新ギフト「プレミアム会員権」の販売を開始[30]。
- 10月17日 - ニコニコ大百科がニコニ広告に対応[5]。
- 11月13日 - 一度に10000ポイント以上投入すると作成される「ビデオクリップ」とその中から特定の条件を満たしたものが表示される動画再生前コンテンツ「いきなり！動画紹介」をリリース[6]。

### 2020年
- 2月14日 - 自分の動画や生放送を広告することができる「クリエイターチケット」を追加[31]。
- 4月22日 - デイリー福引キャンペーンの日付更新時間が5時に変更[32]。
- 7月28日 - コンパニオンバナーにいきなり！動画紹介が表示されるように[7]。
- 8月24日 - ヘッダーや通知機能をリニューアル[33]。
- 12月16日 - 初の動画広告で広告チケットが付与されるようになった[34]。

### 2021年
- 5月19日 - ポイントを投入するときの効果音について、一部のデバイスで正しく動作しないことが判明したため、廃止となった[35]。
- 6月9日 - ニコニ広告の投入履歴や貢献成績、ニコニ広告チケットが「ニコニ広告/ギフト」から移動し、新サービスとして「ニコニ貢献」がリリースされ、新機能も追加[2]。
- 6月15日 - 過去に行われた超会議の広告の貢献成績に対応[36]。
- 7月7日 - 「サービス別貢献履歴」の項目を追加[37]。
- 7月14日 - ニコニコ静画、ニコニ立体がニコニ広告に対応[38]。
- 10月13日 - ニコニコ動画のギフト機能がリリースされた[11]。

### 2022年
- 10月26日 - 「ギフト図鑑」をリリース。ニコニコ生放送やニコニコ動画で贈ったギフトがギフト図鑑に登録され、コレクションすることができる[39]。

## ニコニ貢献
2021年6月9日、ニコニ広告やギフトの履歴が移行し、新サービス「ニコニ貢献」がリリースされた。ニコニ広告/ギフトのユーザーページはニコニ貢献のユーザーページへリニューアルされた。ユーザーページは「サポーターページ」と「クリエイターページ」に分けられている。サポーターページでは貢献の履歴が記録される。また、1つのコンテンツへの履歴が1つに総括されるようになった。クリエイターページでは自身のコンテンツへされた貢献の履歴を閲覧することが可能である。また、自身のコンテンツへされた貢献が「お知らせ」機能で通知されるようになり、ニコレポにおける「ニコニ広告された」は廃止となった（「ニコニ広告した」は継続）。
ニコニ貢献のリリースに伴い、「感謝」という機能が追加された。感謝ボタンを押すことで貢献者への感謝の意を伝えることが可能である（メッセージ）。このボタンは何回でも押すことができる。なお、チャンネルや公式のコンテンツへの感謝は不可能である。

## ニコニコ超会議とのコラボレーション
ニコニコ超会議2019では、各ブースを広告する専用チケットを獲得できるデイリー福引が開催され、広告しある条件を満たせば貢献バッジを獲得することができた。その他福引を再現している「リアルニコニ広告福引」も開催された。2020年のニコニコ超会議でも企画への広告が可能であった。